# Michał Haratyk
Michał Haratyk (* 10. dubna 1992 Těšín) je polský atlet, jehož specializací je vrh koulí.

## Sportovní kariéra
V roce 2016 získal stříbrnou medaili ve vrhu koulí na evropském šampionátu v Amsterdamu. Na olympiádě v Rio de Janeiro v téže sezóně nepostoupil z kvalifikace. Na mistrovství světa v Londýně v roce 2017 obsadil v koulařském finále páté místo.
Jeho zatím největším úspěchem je titul mistra Evropy v této disciplíně z Berlína v roce 2018. Evropský halový titul ve vrhu koulí vybojoval na šampionátu v Glasgow v březnu 2019. Jeho osobní a zároveň polský rekord činí 22,32 m (3. 8. 2019 v Cetniewie).